# Indian Railways
Indian Railways (reporting mark IR) er Indiens statsejede jernbaneselskab. Det er underlagt Jernbaneministeriet i New Delhi. Jernbanerne udgør verdens største jernbanenetværk, som består af 65.000 kilometer jernbanespor og over 7.500 jernbanestationer. I december 2012 blev der dagligt transporteret over 25 mio. passagerer (over 9 mia. på årsbasis). I 2011 transporterede IR over 8,9 mia. passagerer og over 24 mio. passagerer dagligt og dagligt 2,8 mio. tons gods. I 2011-2012 havde Indian Railways en omsætning på 20,38 mia. US $ fordelt på 12,68 mia. US $ fra godstransport og 5,21 mia US $ fra passagertransport.
Jernbanetransport blev introduceret til Indien i 1853 på strækningen fra Bombay til Thane. I 1951 blev jernbanerne nationaliseret til en samlet enhed kaldet "Indian Railways", dermed blev det et af verdens største jernbanenetværk. IR driver både langdistancetog og pendlertog. Koncerne ejer også fabriksfaciliteter til fremstilling af lokomotiver og jernbanevogne flere steder i Indien. Koncernens samlede operationer omfatter Indiens 24 delstater og tre territorier, desuden drives begrænset udenrigstrafik til Nepal, Bangladesh og Pakistan.
Indian Railways er verdens 9. største arbejdsgiver, efter antal ansatte, med 1,4 mio. ansatte. Af rullende materiel har IR over 229.381 godsvogne, 59.713 personvogne og 9.213 lokomotiver. Togene har et femcifret nummereringssystem og Indian Railways driver omkring 10.000 daglige tog. Pr. 31. marts 2012 var 22.224 km. (34%) af de i alt 65.000 km. jernbanestrækning elektrificeret. Siden 1960 benytter næsten alle IRs elektrificerede sektioner 25.000 Volt AC.

## Historie
Indiens jernbanehistorie begyndte i midten af det 19. århundrede. I 1849 var der ikke en eneste kilometer jernbanespor i Indien. En britisk ingeniør Robert Maitland Brereton var ansvarlig for udvidelsen fra 1857 og frem. Allahabad-Jubbulpore-sektionen der var en del af East Indian Railway åbnede i juni 1867. Brereton var ansvarlig for at denne blev forbundet med Great Indian Peninsula Railway, hvilket gav et samlet jernbanenetværk på 6.400 km. Efter det blev det muligt at rejse direkte fra Mumbai til Calcutta. Denne rute åbnede officielt 7. marts 1870 og var en del af inspirationen for den franske forfatter Jules Vernes bog Jorden rundt i 80 dage.